# Ewidencja podatkowa
Ewidencja podatkowa – ewidencja prowadzona dla celów podatkowych i służących ustaleniu rzeczywistej wielkości obciążenia podatkowego.
Rodzaj prowadzonej ewidencji podatkowej zależny jest od formy opodatkowania przedsiębiorcy:
Pełna księgowość:
- ewidencja wszystkich zdarzeń gospodarczych,
- ewidencja środków trwałych,
- ewidencja wartości niematerialnych i prawnych.

Księga przychodów i rozchodów
- ewidencja środków trwałych oraz wartości niematerialnych i prawnych,
- ewidencja wyposażenia,
- inne karty przychodów pracowników (pracodawcy),
- książka kontroli,
- ewidencja kupna i sprzedaży wartości dewizowych (kantory),
- ewidencja pożyczek i rzeczy zastawionych (lombardy),
- ewidencja sprzedaży (klienci biur rachunkowych),
- ewidencja przebiegu pojazdu.

Ryczałt od przychodów ewidencjonowanych
- ewidencja przychodów,
- wykaz środków trwałych oraz wartości niematerialnych i prawnych,
- ewidencja wyposażenia,
- imienne karty przychodów pracowników (pracodawcy),
- książka kontroli.

Karta podatkowa
- imienne karty przychodów pracowników (pracodawcy),
- książka kontroli.